# カストロンノ
カストロンノ（伊: Castronno）は、イタリア共和国ロンバルディア州ヴァレーゼ県にある、人口約5,000人の基礎自治体（コムーネ）。

## 地理

### 位置・広がり

#### 隣接コムーネ
隣接するコムーネは以下の通り。
- アルビッツァーテ
- ブルネッロ
- カロンノ・ヴァレジーノ
- モラッツォーネ
- スミラーゴ

### 地震分類
イタリアの地震リスク階級 (it) では、4 に分類される
。

## 行政

### 分離集落
カストロンノには、以下の分離集落（フラツィオーネ）がある。
- Cascine Maggio, Sant'Alessandro,Collodri